# Urs Bitterli
Urs Bitterli (* 28. November 1935 in Gränichen; † 21. April 2021 in Aarau) war ein Schweizer Historiker.

## Leben
Urs Bitterli erwarb 1955 am kantonalen Lehrerseminar Wettingen das Primarlehrerpatent und unterrichtete danach drei Jahre lang an der achtklassigen Gesamtschule in Leimbach (AG). Er studierte Geschichte sowie Deutsche und Französische Literatur an der Universität Zürich und der Sorbonne. 1964 wurde er bei Max Silberschmidt in Zürich mit einer Dissertation über «Thomas Manns politische Schriften zum Nationalsozialismus» promoviert.
Anschliessend unterrichtete Bitterli zwei Jahre lang Geschichte und Deutsch an der Schweizerischen Alpinen Mittelschule in Davos, war Assistent am Historischen Seminar der Universität Zürich und weilte zu Forschungsaufenthalten in London (1967/1968) und in Paris (1969). 1970 erfolgte die Habilitation an der Universität Zürich mit der Schrift «Die Entdeckung des schwarzen Afrikaners». Danach war er Hauptlehrer für Geschichte und Deutsch am Lehrerseminar Aarau (später Neue Kantonsschule Aarau genannt).
Bitterli lehrte ab 1978 als ausserordentlicher Professor (mit beschränkter Lehrverpflichtung) und ab 1995 als ordentlicher Professor für Allgemeine Geschichte der Neuzeit an der Universität Zürich. 2001 wurde er emeritiert. Bitterli publizierte schwerpunktmässig zur Entdeckungs- und Kolonialgeschichte sowie zu bedeutenden Historikern. Er starb im April 2021 im Alter von 85 Jahren im Kantonsspital Aarau.

## Kulturtheorie
In seinem 1986 erstmals erschienenen Buch Alte Welt – neue Welt entwickelte Bitterli für den Zeitraum der europäischen Expansion bis zur Industriellen Revolution eine Typologie der Kontakte zwischen europäischen und aussereuropäischen Kulturen, die er auf drei Grundformen zurückführte, welche sich durch Dauer und Gewaltsamkeit unterscheiden:
1. Kulturberührung bezeichnet das Zusammentreffen einer Gruppe von Europäern mit einheimischen Vertretern von begrenzter Dauer, sei es erstmals oder mit längeren Unterbrechungen.
2. Kulturzusammenstoss nennt er das Umschlagen der friedlichen Kulturberührung durch unmittelbare oder vermeintlich provozierte Gewaltanwendung.
3. Kulturbeziehung beschreibt ein dauerndes Verhältnis wechselseitiger Kontakte auf der Basis eines Machtgleichgewichts.

Für die in der nachfolgenden Phase der europäischen Dominanz ab Mitte des 19. Jahrhunderts entstehenden, durch Akkulturation geprägten und gemischten Kolonialgesellschaften schlug Bitterli als weiteren Typus die Kulturverflechtung vor.

## Schriften (Auswahl)
Monografien
- Thomas Manns politische Schriften zum Nationalsozialismus: 1918–1939. Zürich 1964 (zugleich: Dissertation, Philosophisch-Historische Fakultät der Universität Zürich, 1964).
- Die Entdeckung des schwarzen Afrikaners. Versuch einer Geistesgeschichte der europäisch-afrikanischen Beziehungen an der Guineaküste im 17. und 18. Jahrhundert (= Beiträge zur Kolonial- und Überseegeschichte. Bd. 5). Atlantis, Zürich / Freiburg in Breisgau 1970 (zugleich: Habilitationsschrift, Universität Zürich, 1970).
- Malraux, Conrad, Greene, Weiss. Schriftsteller und Kolonialismus. Benziger, Zürich / Köln 1973, ISBN 3-545-36183-7.
- Die «Wilden» und die «Zivilisierten». Grundzüge einer Geistes- und Kulturgeschichte der europäisch-überseeischen Begegnung. C. H. Beck, München 1976, ISBN 3-406-06136-2.
- Alte Welt – neue Welt. Formen des europäisch-überseeischen Kulturkontakts vom 15. bis zum 18. Jahrhundert. C. H. Beck, München 1986, ISBN 3-406-31271-3.
- Die Entdeckung Amerikas. Von Kolumbus bis Alexander von Humboldt. C. H. Beck, München 1991, ISBN 3-406-35467-X.
- Golo Mann: Instanz und Außenseiter – eine Biographie. Kindler, Berlin 2004, ISBN 3-463-40460-5.
- Jean Rudolf von Salis. Historiker in bewegter Zeit. Neue Zürcher Zeitung, Zürich 2009, ISBN 978-3-03823-477-7.
- Licht und Schatten über Europa 1900–1945. Eine etwas andere Kulturgeschichte. Neue Zürcher Zeitung Libro, Zürich 2016, ISBN 978-3-03810-151-2.

Herausgeberschaften
- Die Entdeckung und Eroberung der Welt. Dokumente und Berichte. 2 Bände. C. H. Beck, München 1980/1981, ISBN 3-406-07881-8, ISBN 3-406-07954-7.
- mit Hugo Loetscher: Portugal. Geschichte am Rande Europas. Portugal und Übersee von 1415 bis 1515. Bundesamt für Kulturpflege, Bern 1983.
- Schweizer entdecken Amerika. Reiseberichte aus zwei Jahrhunderten. Neue Zürcher Zeitung, Zürich 1991, ISBN 3-85823-332-3.
- mit Irene Riesen: Herbert Lüthy. Gesammelte Werke. 7 Bände. Neue Zürcher Zeitung, Zürich 2002–2005.
- mit Irene Riesen: Jean Rudolf von Salis. Ausgewählte Briefe 1930–1993. Neue Zürcher Zeitung, Zürich 2011, ISBN 978-3-03823-669-6.